# Peristylus secundus
Peristylus secundus là một loài thực vật có hoa trong họ Lan. Loài này được (Lindl.) Rathakr. mô tả khoa học đầu tiên năm 1972.